# Уилсон, Том (актёр)
Том Уилсон (англ. Tom Wilson; 27 июля 1880, Хелена, Монтана — 19 февраля 1965, Лос-Анджелес, Калифорния) — американский киноактёр. Снялся в 254 фильмах с 1915 по 1963 год.

## Биография
Его актёрский дебют состоялся в классическом фильме «Рождение нации» в 1915 году. Позднее снялся в ряде фильмов Чарли Чаплина. После наступления эры звукового кино снимался только в эпизодических ролях.

## Избранная фильмография
| Год  |     | Русское название                    | Оригинальное название | Роль                                                         |
| ---- | --- | ----------------------------------- | --------------------- | ------------------------------------------------------------ |
| 1915 | ф   | Рождение нации                      | The Birth of a Nation | слуга Стоунмена                                              |
| 1915 | кор | —                                   | The Highbinders       | Джек Донован                                                 |
| 1915 | ф   | Мученики Аламо, или Рождение Техаса | Martyrs of the Alamo  | Сэм Хьюстон                                                  |
| 1916 | ф   | Нетерпимость                        | Intolerance           | добрый полицейский                                           |
| 1917 | кор | Иммигрант                           | The Immigrant         | иммигрант-игрок                                              |
| 1918 | кор | Собачья жизнь                       | A Dog's Life          | полицейский                                                  |
| 1918 | кор | Облигация                           | The Bond              | промышленник                                                 |
| 1918 | кор | На плечо!                           | Shoulder Arms         | сержант в тренировочном лагере / германский солдат с топором |
| 1919 | кор | Солнечная сторона                   | Sunnyside             | хозяин                                                       |
| 1919 | кор | Удовольствия дня                    | A Day’s Pleasure      | пассажир на корабле                                          |
| 1921 | ф   | Малыш                               | The Kid               | полицейский                                                  |
| 1939 | ф   | Остров дьявола                      | Devil’s Island        | Эмиль                                                        |